# Fareway
Fareway Stores, Inc. er en amerikansk supermarkedskæde med hovedkvarter i Boone, Iowa og 12.000 ansatte. De har 131 butikker i Iowa, Illinois, Minnesota, Nebraska, South Dakota, Kansas og Missouri.